# James Reilly (polityk)
James Reilly, irl. Séamas Ó Raghallaigh (ur. 16 sierpnia 1955 w Lusk) – irlandzki polityk i lekarz, zastępca lidera partii Fine Gael, parlamentarzysta, w latach 2011–2014 minister zdrowia, następnie do 2016 minister ds. dzieci i młodzieży.

## Życiorys
Z zawodu lekarz rodzinny, kształcił się w Royal College of Surgeons in Ireland. Działał w Irlandzkiej Organizacji Medycznej (IMO), instytucji samorządu zawodowego i jednocześnie związku zawodowym irlandzkich lekarzy. Był m.in. jej przedstawicielem w Światowym Towarzystwie Medycznym, przewodniczącym komitetu lekarzy rodzinnych w IMO i przewodniczącym całej organizacji.
Zaangażował się w działalność partyjną w ramach Fine Gael. W wyborach w 2007 po raz pierwszy został wybrany na Teachta Dála. Został jednym z najbliższych współpracowników lidera FG Endy Kenny’ego, wsparł go w 2010 w trakcie próby przejęcia władzy w partii przez Richarda Brutona. Objął następnie funkcję zastępcy lidera FG, którą pełnił do 2017. W 2011 z powodzeniem ubiegał się o reelekcję do Dáil Éireann.
W marcu 2011 mianowany ministrem zdrowia w pierwszym rządzie Endy Kenny’ego. W lipcu 2014 przeszedł na stanowisko ministra ds. dzieci i młodzieży. Był odpowiedzialny za ograniczanie wydatków w służbie zdrowia w ramach przeciwdziałania kryzysowi finansowemu, w związku z czym ugrupowania opozycyjne wystąpiły wobec niego z wnioskiem o wotum nieufności. Prowadził także politykę zwalczania koncernów tytoniowych (sam ujawnił, że jego ojciec i brat zmarli na choroby spowodowane paleniem papierosów).
W wyborach w lutym 2016 nie utrzymał mandatu poselskiego, a w maju zakończył pełnienie funkcji rządowej. W tym samym roku premier Enda Kenny powołał go w skład Seanad Éireann.